# Park Chan-Suk
Park Chan-Suk, född den 3 juni 1959 i Seoul Sydkorea, är en sydkoreansk basketspelare som var med och tog OS-silver 1984 i Los Angeles. Detta var Sydkoreas första medalj i de olympiska baskettävlingarna. Hon är 191 centimeter lång.